# Roque de Agando
El roque de Agando es una intrusión sálica situado en la isla de La Gomera ―Canarias, España― ubicada en el término municipal de San Sebastián de La Gomera. Se halla en el interfluvio entre el barranco de La Laja y el valle de Benchijigua. Su cota máxima es de 1246,7 m s. n. m.
Es considerado el monumento natural más emblemático de la isla de La Gomera.

## Toponimia
Se trata de un topónimo de origen guanche proveniente de agăndūy, palabra masculina que significa 'cresta'.